# Alticola stoliczkanus
Alticola stoliczkanus là một loài động vật có vú trong họ Cricetidae, bộ Gặm nhấm. Loài này được Blanford mô tả năm 1875.